# Storia del Tagikistan

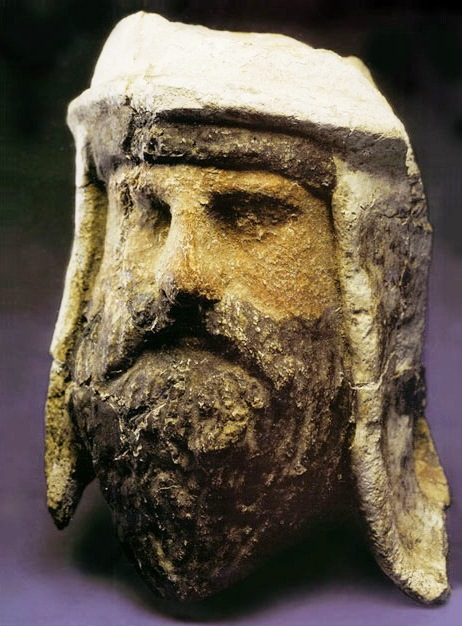
Testa in argilla dipinta e alabastro di sacerdote zoroastriano con cappello Bactriano, trova a Takhti-Sangin, Tagikistan, III-II secolo a.C.

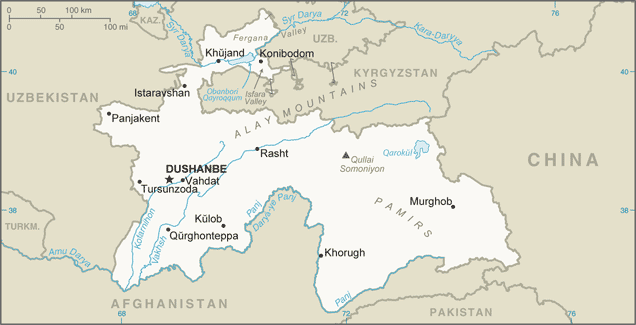
CIA mappa del Tagikistan

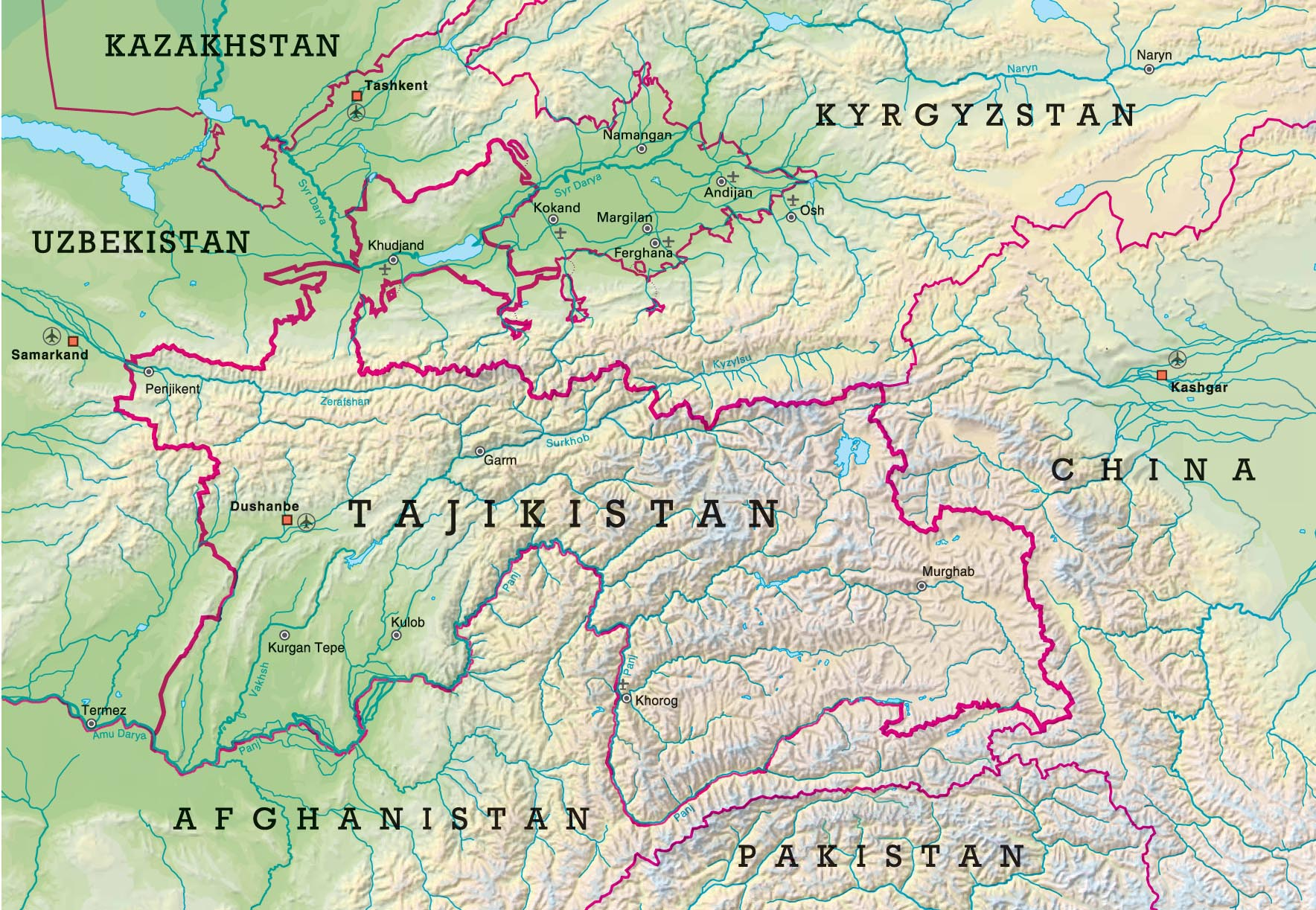
Mappa del Tagikistan

La storia del Tagikistan, nel territorio attuale, può essere fatta risalire al 600 a.C.

## Antichità 600 a.C. - 651)

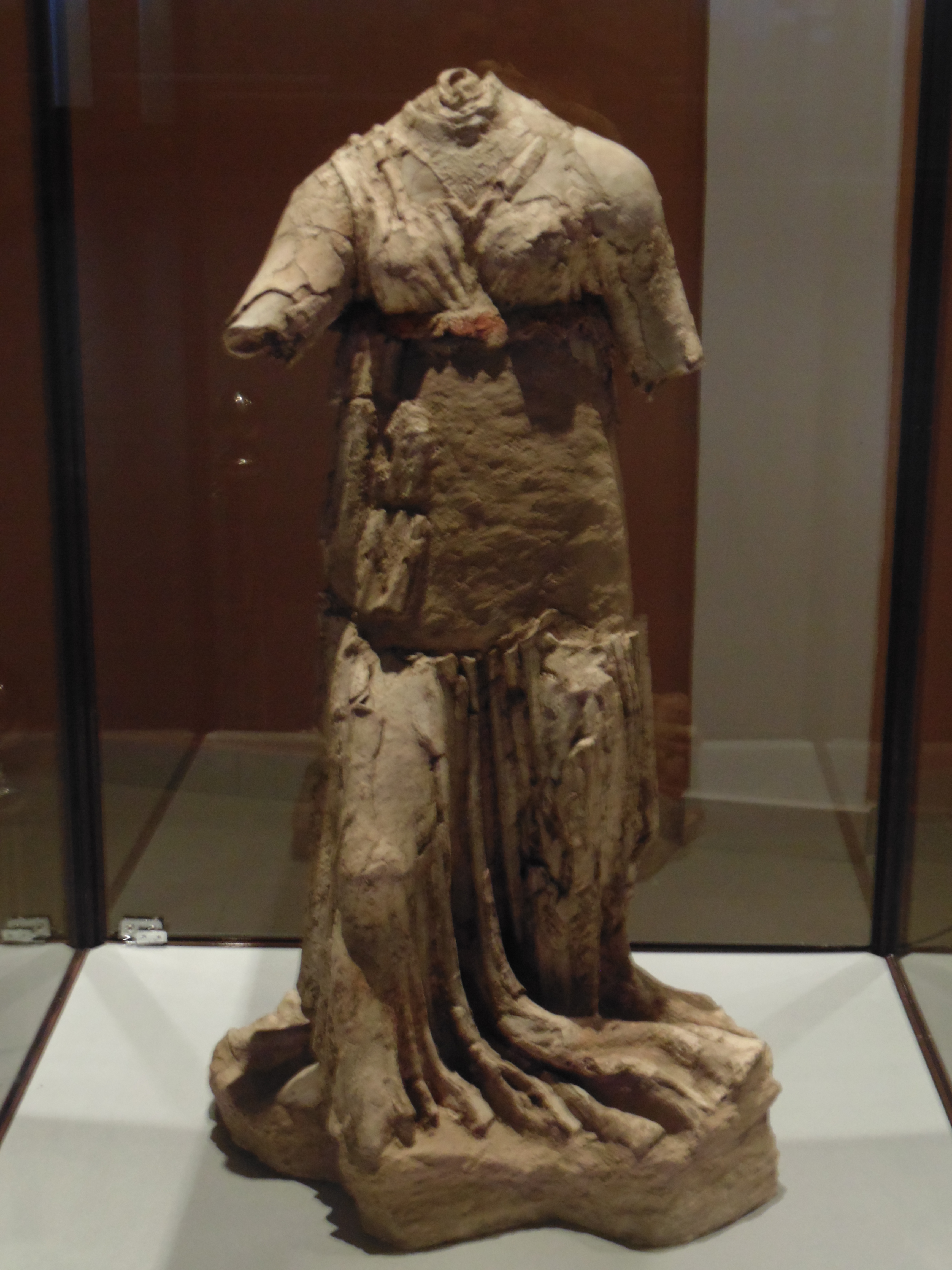
Scultura di donna del periodo pre-islamico (Tagikistan).

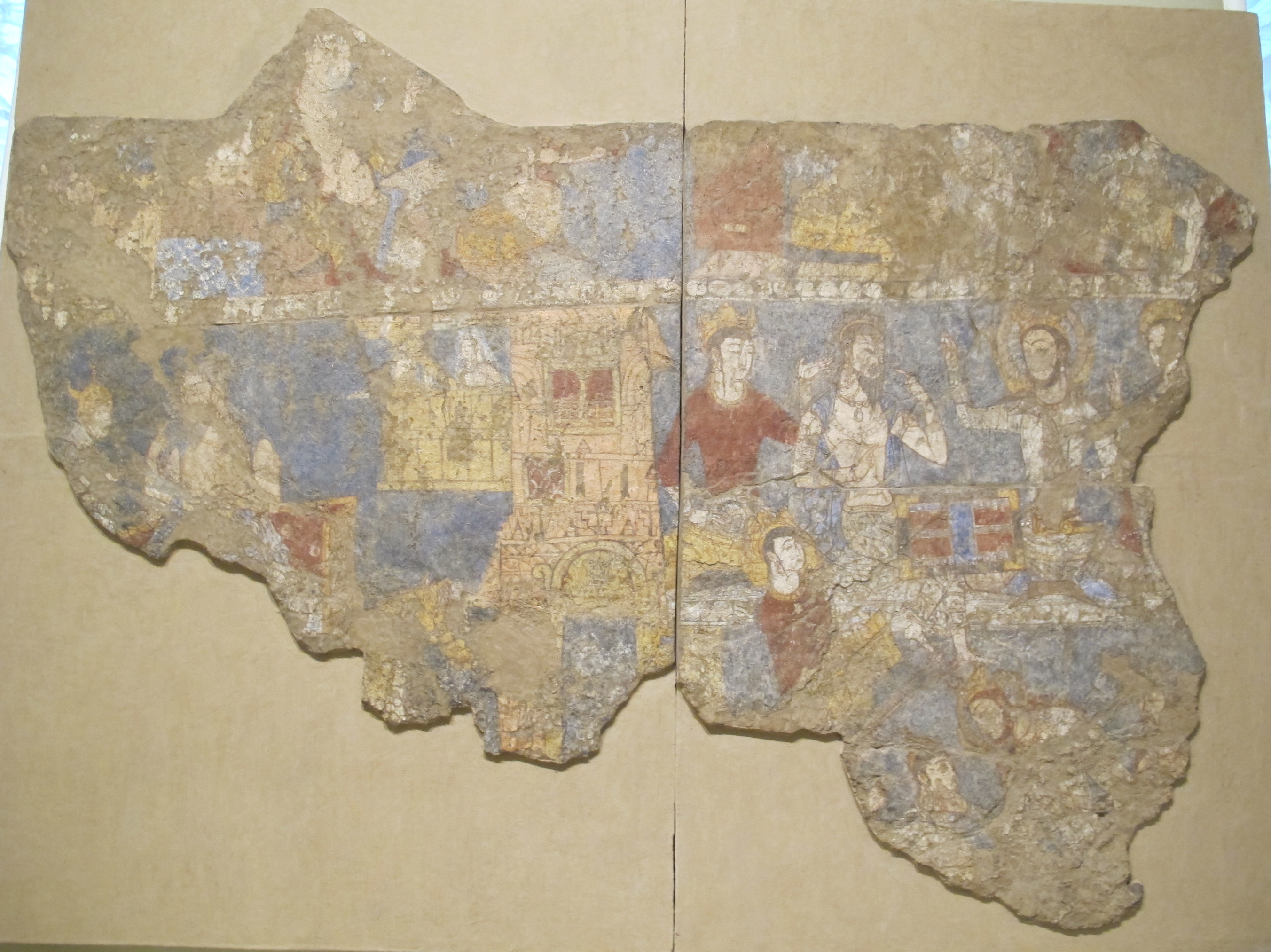
Affresco murale dalle rovine di un'antica casa aristocratica nel sito archeologico di Panjakent, mostrante uomini intenti a giocare un gioco da tavolo, VIII secolo

Nell'età del bronzo il Tagikistan era parte del complesso archeologico battriano-margiano presente sulle regioni dell'antica Battria e della satrapia di Margiana.
La gran parte del moderno Tagikistan faceva parte dell'antico regno di Kamboja, di cui si trova menzione nel Mahābhārata. Evidenze linguistiche combinate a letteratura antica e ad iscrizioni, hanno portato eminenti indologi a concludere che l'antica Kamboja apparteneva, in origine, all'Asia centrale. Il Nirukta di Achariya Yāska (VII secolo a.C.) attesta che il verbo Śavati nel senso di "andare" era usato solo dai Kamboja. È stato dimostrato che i moderni dialetti Ghalcha, parlati principalmente nel Pamir e nei paesi alle sorgenti del fiume Oxus, utilizzano ancora termini derivati dall'antico Śavati nel senso di "andare". Il dialetto Yagnobi parlato nella provincia di Yagnobi intorno alla sorgente dello Zeravshan nella Sogdiana, ha ancora un lemma "Śu" dall'antico Śavati nel senso di "andare". Successivamente, Sir G. Grierson disse che la lingua Badakshan era un Ghalcha fino a circa tre secoli addietro quando venne sostituito da una forma di persiano. Pertanto, l'antica Kamboja, comprendeva probabilmente Badakshan, Pamir e territori del nord compresa la provincia di Yagnobi nel doab di Oxus e Jaxartes. Ad est confinava con Yarkent e/o Kashgar, ad ovest con Bahlika (Uttaramadra), a nord-ovest con la Sogdiana, a nord con Uttarakuru, a sud-est con Darada e a sud con Gandhāra. Numerosi indologi collocano Kamboja in Pamir e Badakshan e il nord di Parama Kamboja, nei territori del trans-Pamir compresi tra la valle dello Zeravshan, la parte nord di Sogdhiana/Fargana — nella Sakadvipa o Scizia degli scrittori classici. Pertanto, in tempi pre-buddhisti (VII o VI secolo a.C.), la parte del moderno Tagikistan che include i territori della valle dello Zeravshan nella Sogdiana, era parte della Kamboja e del regno di Parama Kamboja sotto la dinastia persiana Kamboja fino a quando non venne incorporata nell'impero achemenide.
Sogdiana, Battria, Merv e Khorezm erano le quattro principali divisioni dell'antica Asia centrale abitate dagli antenati degli attuali Tagiki. I Tagiki si trovano ora solo in Battriana e Sogdiana. Merv è abitata dai turcomanni e Khorezm da uzbeki e kazaki. La Sogdiana era costituita dalle valli fluviali di Zeravshan e Kashka Darya. Attualmente, due dei popoli superstiti di Sogdiana, che parlano un dialetto della lingua Sogdian sono yagnobi e Shugnan. La Battriana era situata nel nord dell'Afghanistan (oggi Turkestan afgano) tra la catena dell'Hindukush, il fiume Amu Darya (Oxus) e alcune aree del sud dell'odierno Tagikistan. Durante diverse epoche, la Battriana è stato un centro di vari regni o imperi, ed è probabilmente dove ha avuto origine lo Zoroastrismo. L'"Avestā" - il libro sacro dello zoroastrismo - è stato scritto nell'antico dialetto Battriano e si crede che Zoroastro fosse probabilmente nato in Battriana.

## Periodo achemenide 550 a.C. - 329 a.C.)

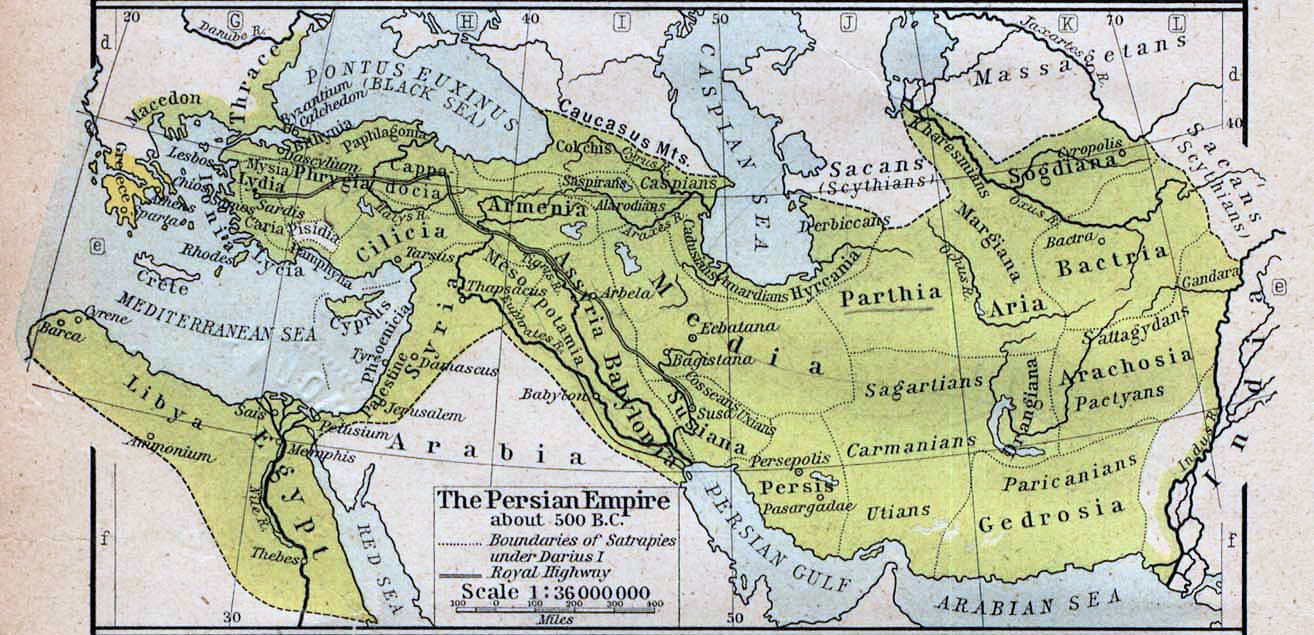
L'impero achemenide nella sua maggiore estensione

Durante l'impero achemenide, Sogdiana e Battria erano parte dell'impero persiano. Sogdiani e Battriani occuparono importanti posizioni nell'amministrazione e nell'esercito dell'impero.

## Periodo ellenistico 329 a.C. - 90 a.C.

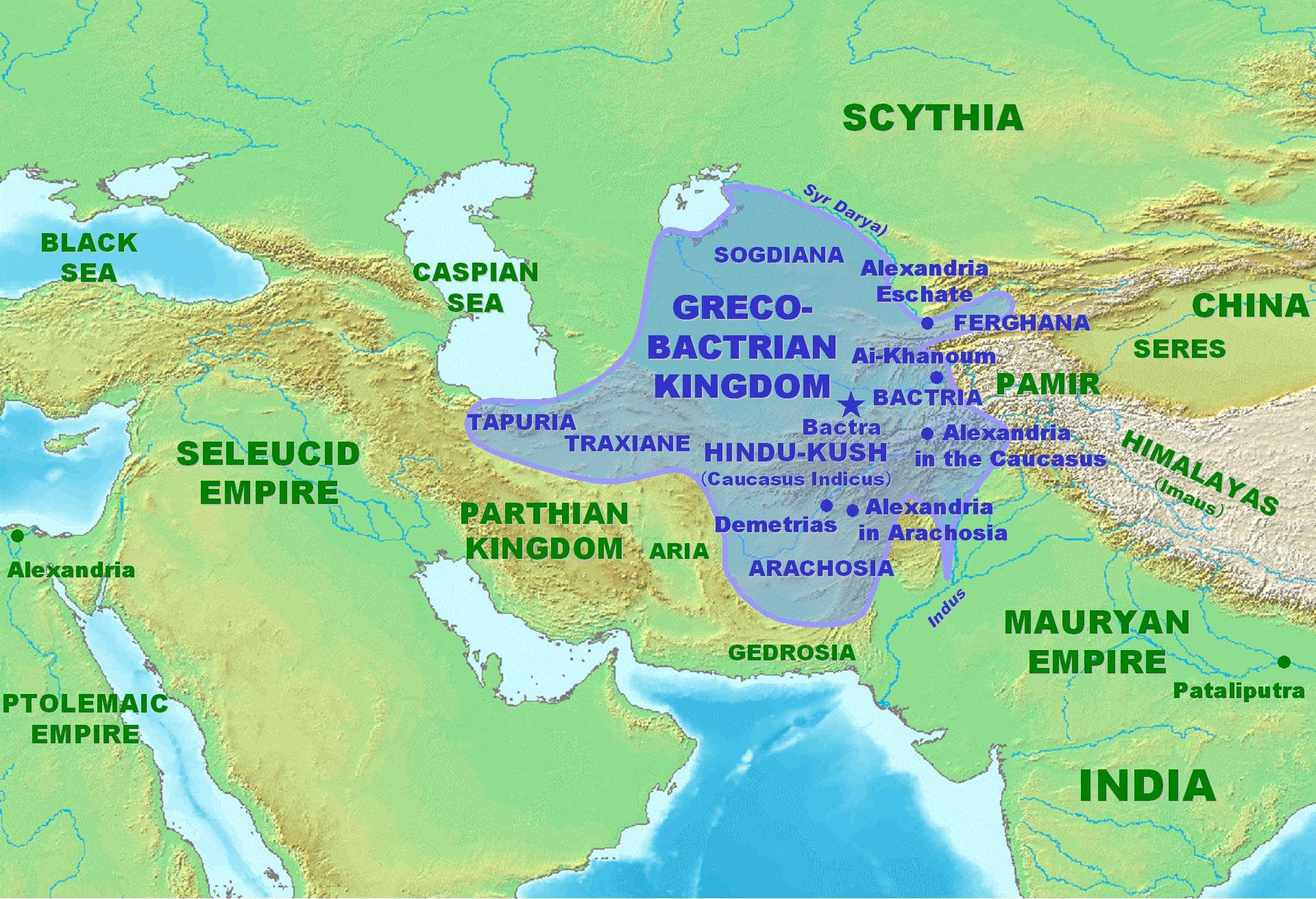
Mappa del regno greco-battriano

Dopo che l'impero persiano venne sconfitto da Alessandro Magno, Battria, Sogdiana e Merv, al tempo parte dell'impero persiano, dovettero difendersi dai nuovi invasori. Infatti, i macedoni ebbero a fronteggiare la resistenza molto rigida del sovrano Sogdiano, Spitamene. Alessandro Magno riuscì a sposare Roxana, la figlia di un governatore locale ed ereditò la sua terra. Dopo una breve occupazione di Alessandro, gli ellenistici Stati successori dei Seleucidi e greco-battriani controllarono la zona per altri 200 anni in quello che è noto come il Regno greco-battriano. Durante il periodo dal 90 a.C. al 30 a.C., Yuezhi distrusse l'ultimo stato successore ellenista e, insieme ai Tokhari (ai quali era strettamente correlato) creò un Impero Kushan intorno all'anno 30 dell'era cristiana.

## Impero Kushan 30 a.C. - 410

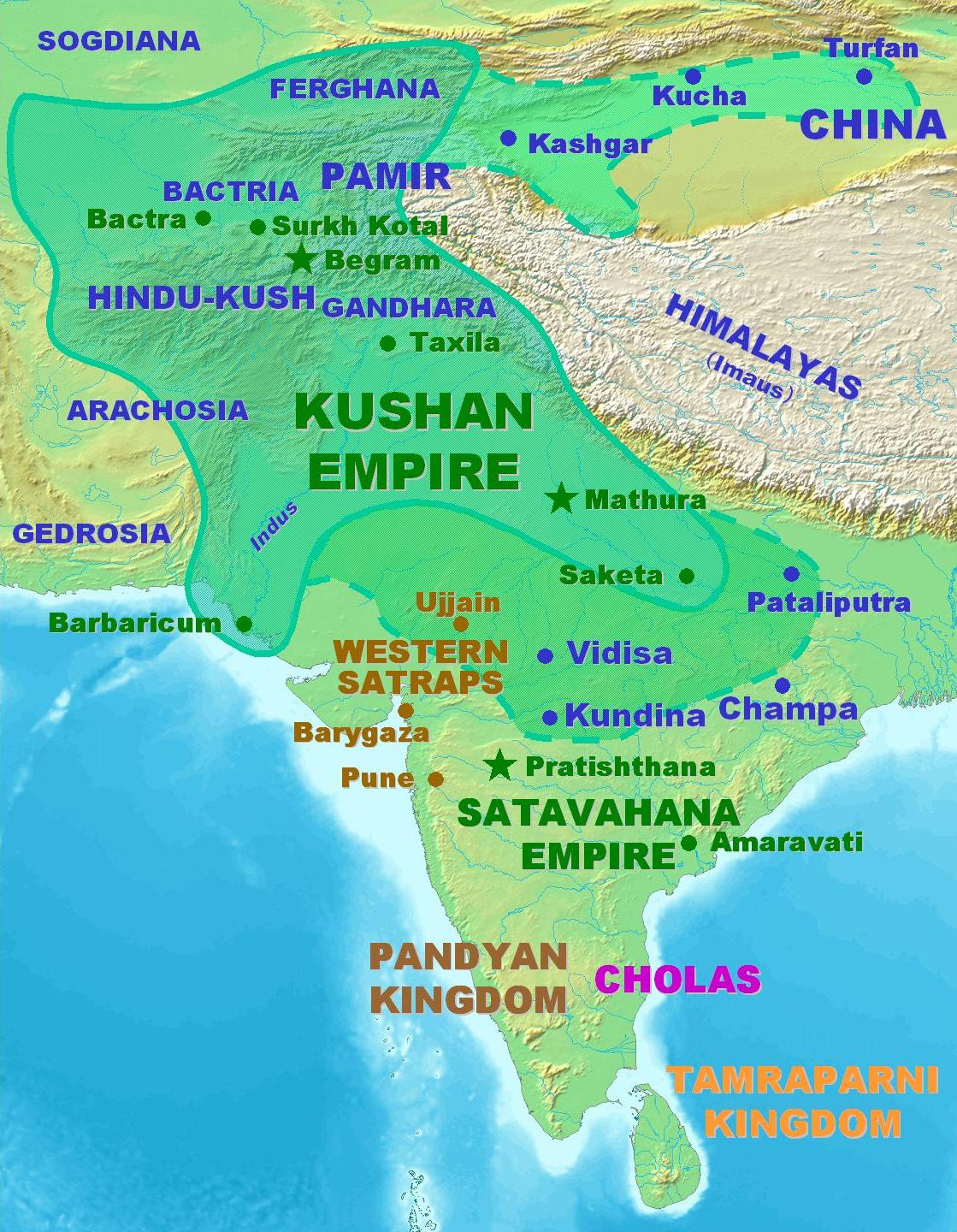
Impero Kushan

Per altri 400 anni, fino al 410, l'impero Kushan fu la maggiore potenza della regione assieme all'Impero romano, all'impero Parto e all'impero Han in Cina. Notevoli i contatti con le popolazioni locali, quando gli inviati della dinastia Han viaggiarono in questa zona nel II secolo a.C. Alla fine del periodo Kushan, l'Impero divenne molto più piccolo e avrebbe dovuto difendersi dalla potente dinastia sassanide che sostituì l'impero dei Parti. Il famoso re Kushan, Kanishka, promosse il buddismo e durante questo periodo questa religione venne esportata dall'Asia Centrale alla Cina.

## Sassanidi, eftaliti e göktürk 224 - 710

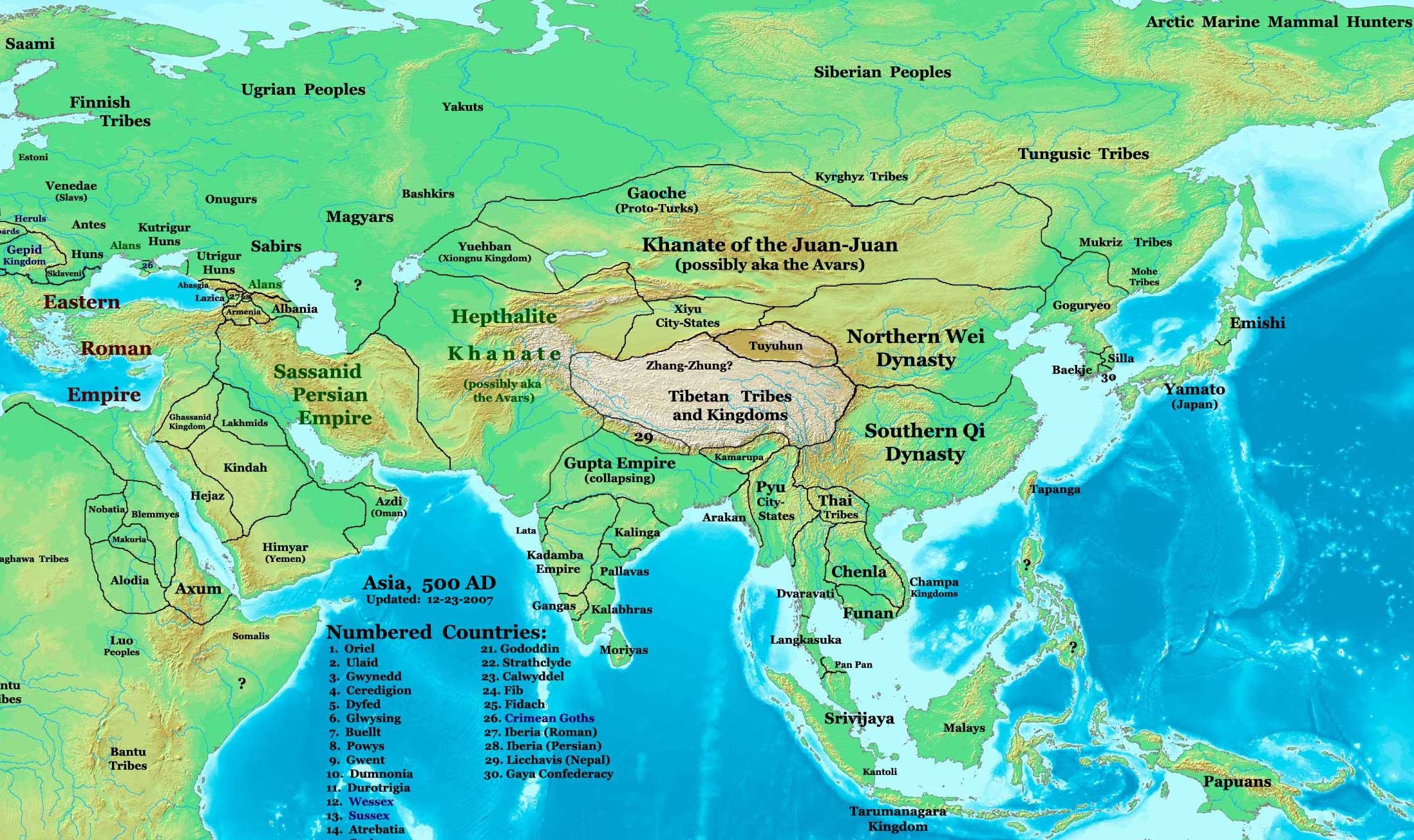
Asia nel 500, con il kanato Hepthalita nella sua maggiore estensione

I Sassanidi controllarono gran parte di quello che è oggi il Tagikistan, ma persero dei territori a favore degli eftaliti (probabilmente anche di discendenza iraniana) durante il regno di Peroz I.
Essi crearono un potente impero che riuscì a fare della Persia uno stato tributario intorno al 483-485. Lo Scià di Persia Peroz I combatté tre guerre contro gli Eftaliti. Durante la prima guerra fu catturato dagli eftaliti e più tardi venne rilasciato dopo che l'impero bizantino pagò un riscatto. Durante la seconda guerra Peroz fu catturato nuovamente e venne rilasciato dopo aver pagato un contributo enorme al re eftalita. Durante la terza guerra venne ucciso. Gli eftaliti vennero soggiogati, nel 565, da una combinazione di forze Sassanidi e göktürk. Successivamente, l'attuale Tagikistan fu governato da göktürk e Sassanidi, tuttavia quando questi ultimi caddero, i turchi mantennero il controllo del Tagikistan, ma lo persero poi a favore dei cinesi, tuttavia, in seguito riuscirono a prendere il controllo del Tagikistan, ancora una volta, solo per lasciarlo agli arabi nel 710.

## Storia medievale 710–1506

### Califfato arabo 710 - 867
Maometto, 622–632
     Califfato patriarcale, 632–661
     Califfato Umayyad, 661–750

L'era dei califfi
Maometto, 622–632
Califfato patriarcale, 632–661
Califfato Umayyad, 661–750

I principati della Transoxiana non formarono mai una vera confederazione. A partire dal 651, gli arabi organizzarono razzie predatorie periodiche in profondità nel territorio della Transoxania, ma fino alla nomina di Ibn Qutaiba come governatore del Khorasan, nel 705, durante il regno di Walid I, il califfato non adottò la politica di annettere le terre oltre l'Oxus. Solo nel 715 ciò avvenne. L'intera regione così passò sotto il controllo del Califfo e dell'Islam, ma gli arabi continuarono a governare attraverso i re Soghdiani e i dihqan. Con l'ascesa degli Abbasidi nel governo del Califfato (750 - 1258) si aprì una nuova era nella storia dell'Asia centrale. Mentre i loro predecessori Omayyadi (661-750) erano poco più che leader di una confederazione di tribù arabe, gli Abbasidi decisero di costruire un enorme stato centralizzato multi-etnico che avrebbe emulato e perfezionato la macchina di governo sassanide. Realizzarono un governo unificando Vicino Oriente e Transoxiana, che erano stati carenti fin dai tempi di Alessandro Magno.

### Impero samanide 819–999

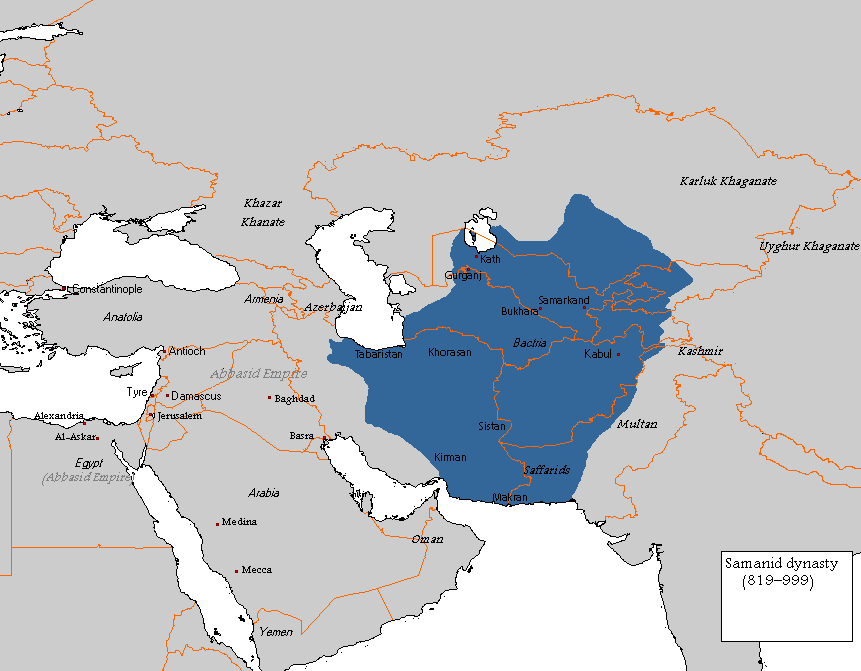
Impero Samanide

I Samanidi regnarono (819–1005) nel Khorasan (compreso l'oriente dell'Iran e Transoxiana) a partire da Saman Khoda. Furono una delle prime dinastie puramente indigene a regnare in Persia dopo la conquista araba musulmana. Durante il regno (892-907) del pronipote di Saman Khoda, Ismail I (noto come Ismail Samani), i Samanidi ampliarono il Khorasan. Nel 900, Ismail sconfisse i Saffaridi nel Khorasan (area del corrente nord-ovest dell'Afgahanistan e nord-est dell'Iran), mentre suo fratello era il governatore della Transoxiana. Quindi il regno dei Samanidi venne proclamato sulle regioni unite. Le città di Bukhara (la capitale Samanide) e Samarcanda divennero centri di arte, scienza e letteratura, industria, compresa quella della ceramica e fusione del bronzo. Dopo il 950, il potere Samanide andò indebolendosi, ma fu brevemente rivitalizzato sotto Nuh II, che regnò dal 976 al 997. Tuttavia, con l'invasione in arrivo dei musulmani (popoli turchi), i Samanidi persero i loro domini a sud del fiume Oxus, a favore dei Ghaznavidi. Nel 999, Bukhara venne conquistata dai Karakhanidi. Il Samanide Isma'il Muntasir (morto nel 1005) cercò di ripristinare la dinastia (1000-1005), fino a quando fu assassinato da un capo arabo beduino.
L'attacco dei turchi Karakhanidi pose fine alla dinastia Samanide nel 999 e il dominio della Transoxiana passò ai turchi.

### Karakhanidi ( 999 - 1211 e Corasmi 1211 - 1218
Dopo il collasso della dinastia Samanide, l'Asia centrale divenne il campo di battaglia di molti invasori asiatici provenienti da nord-est.

### Mongoli 1218 - 1370
L'Impero mongolo spazzò l'Asia centrale, invase l'Impero corasmio e saccheggiò le città di Bukhara e Samarcanda, saccheggiando e massacrando la gente dei luoghi in cui passava.

### Timuridi 1370 - 1506
Timur, fondatore dell'impero timuride, nacque l'8 aprile 1336 a Kesh vicino Samarcanda. Era un membro della tribù turca Barlas, un sottogruppo mongolo di stanza in Transoxiana dopo aver fatto parte della campagna del figlio di Gengis Khan, Chagatai. Egli iniziò come capo di un gruppo di banditi. In questo periodo, venne ferito ad una gamba da una freccia, e a seguito di questo evento venne soprannominato Timur-e Lang (in dari) o Timur lo Zoppo. Anche se l'ultimo sovrano timuride di Herat, Badi az Zaman, cadde ad opera dell'uzbeko Muhammad Shaibani Khan nel 1506, il sovrano timuride di Fergana, Zahir-ud-Din Babur, sopravvisse al crollo della dinastia e ricreò l'impero timuride in India nel 1526, dove divenne noto come Impero Moghul.

## Storia moderna 1506–1868

### Turchi 1506 - 1598
Gli Shaybanidi divisero il regno in due stati tra i membri maschili della famiglia (sultani), designando come capo supremo (Khan), il membro più anziano del clan. La sede del Khan fu all'inizio Samarcanda, la capitale dei Timuridi, ma alcuni Khan preferirono rimanere nella loro terra. Così Bukhara divenne la sede del khan, per la prima volta sotto Ubaid Allah Khan (regno 1533–1539).
Il periodo di espansione politica e prosperità economica fu di breve durata. Subito dopo la morte di Abd Allah Khan, la dinastia Shaybanida si estinse e fu sostituita dalla Janid o Astrakanide, un altro ramo dei discendenti di Joci, il cui fondatore Jani Khan era legato ad Abd Allah Khan attraverso il suo matrimonio con la sorella di Abdullah Khan. Gli Astrakanidi sembra fossero collegati agli Hashemiti poiché Imam Quli Khan era un Sayyid. I loro discendenti oggi vivono in India. Nel 1709, la parte orientale del Khanato di Bukhara realizzò una secessione e costituì il Khanato di Kokand. Così, la parte orientale del presente Tagikistan passò al Khanato di Kokand, mentre quella occidentale rimase parte del Khanato di Bukhara.

### Persiani e Bukhara 1740 - 1868
Nel 1740, il Khanato Janid venne conquistato da Nader Shah, il sovrano persiano della dinastia degli Afsharidi. Il khan Janid, Abu al Faiz, mantenne il trono divenendo vassallo di Nader.
Dopo la morte di Nader Shah, nel 1747, il capo della tribù Manghud, Muhammad Rahim Biy Azaliq, prese il sopravvento sui rivali e conquistò il Khanato di Bukhara. Il suo successore, comunque, regnò nel nome del khan fantoccio di origini Janid. Nel 1785, Shah Murad formalizzò il ruolo dinastico (dinastia Manghit), e il Khanato divenne Emirato di Bukhara

## Contemporanea 1868—1991

### Vassallaggio russo 1868 - 1920
L'Imperialismo russo portò l'Impero russo alla conquista dell'Asia centrale nella seconda metà del XIX secolo.  Tra il 1864 e il 1885 la Russia, gradualmente, prese il controllo dell'intero territorio del Turkestan russo, la porzione del Tagikistan controllata dall'Emirato di Bukhara e il Khanato di Kokand (dall'attuale confine con il Kazakistan nel nord del mar Caspio ad ovest e al confine con l'Afghanistan a sud). Tashkent  venne conquistata nel 1865 e nel 1867 venne creato il governatorato del Turkestan con Konstantin Petrovič von Kaufman primo governatore generale.

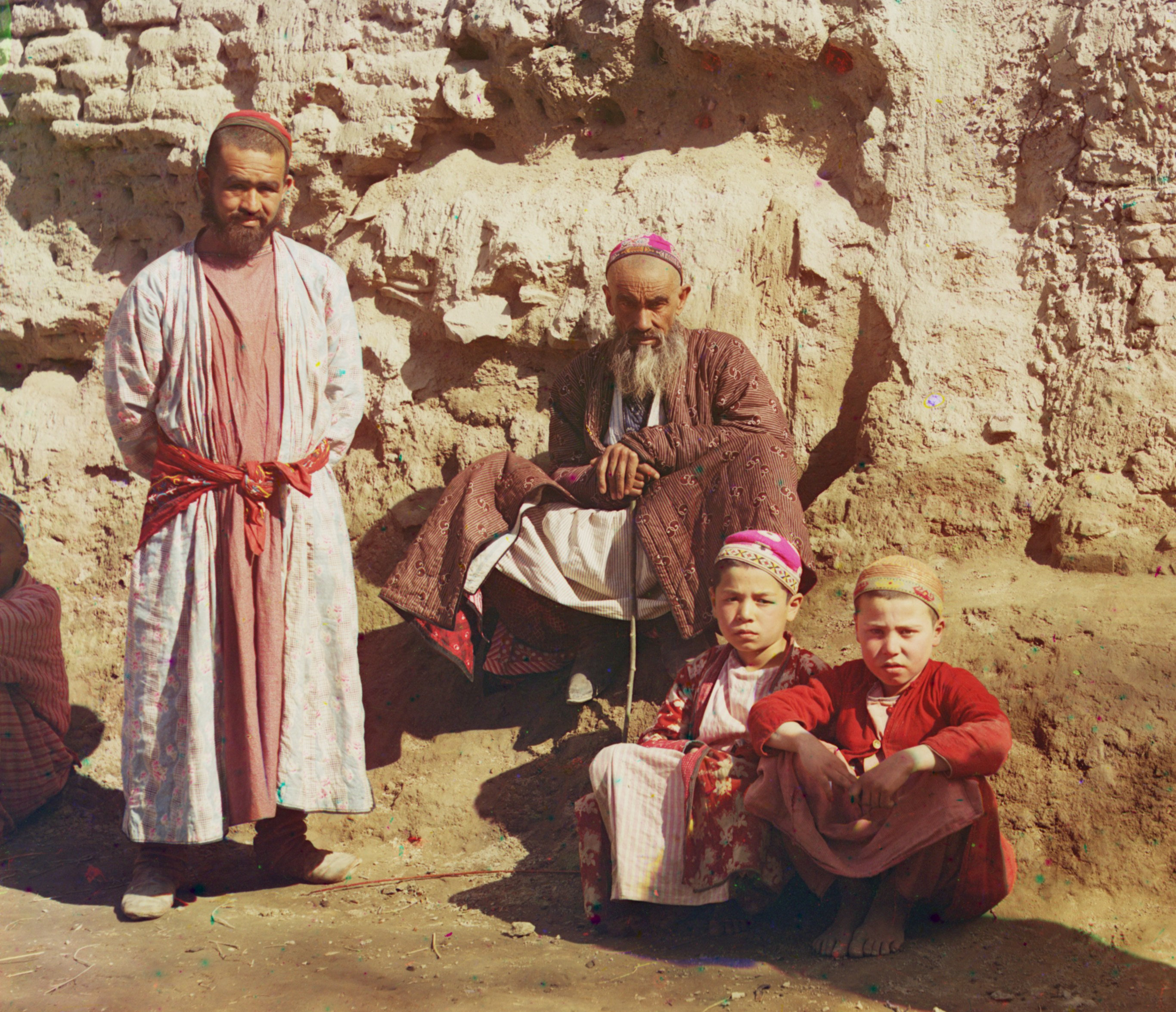
Uomini e ragazzi tagiki, 1905–1915

L'espansione fu motivata da interessi economici della Russia e venne collegata con la Guerra di secessione americana del 1860, che interruppe fortemente la fornitura di fibra di cotone all'industria russa, costringendo la Russia a trovare in Asia centrale una fonte alternativa di fornitura di cotone e un mercato per i prodotti realizzati dai russi. Il regime russo, nel 1870, tentò di cambiare coltivazione, nella regione, passando dal grano al cotone (una strategia poi copiata e ampliata dai sovietici). Dal 1885 i territori del Tagikistan vennero posti sotto l'Impero russo o suoi Stati vassalli, e l'Emirato di Bukhara, tuttavia i tagiki avvertirono poco l'influenza russa.
L'Impero russo, essendo uno stato molto più grande con una popolazione enorme e avendo un esercito avanzato, ebbe poche difficoltà a conquistare le regioni abitate dai tagiki, incontrando una feroce resistenza solo a Jizzax, Ura-Tyube e quando il loro presidio di Samarcanda fu assediato, nel 1868, da parte delle forze di Shahrisabz e dagli abitanti della città. L'esercito dell'Emirato di Bukhara fu del tutto sconfitto in tre battaglie, e il 18 giugno 1868 l'emiro Mozaffar al-Din (regno 1860-1885) firmò un trattato di pace con il Governatore Generale del Turkestan russo Von Kaufman. Samarcanda e l'alto Zeravshan vennero annesse dalla Russia e il paese fu aperto ai commercianti russi. L'emiro mantenne il suo trono come vassallo della Russia e con l'aiuto russo ottenne il controllo su Shahrisabz, le regioni di montagna nella valle dello Zeravshan (1870) e sui principati del Pamir occidentale (1895).
Alla fine del XIX secolo i Jadidisti si affermarono come un movimento sociale islamico in tutta la regione. Anche se erano a favore della modernizzazione e non necessariamente anti russi, questi li videro come una minaccia. Alle truppe russe venne richiesto di ripristinare l'ordine durante le rivolte contro il Khanato di Kokand tra il 1910 e il 1913. Inoltre la violenza si verificò nel mese di luglio 1916, quando i dimostranti attaccarono i soldati russi a Khujand a seguito della minaccia di forzata coscrizione durante la prima guerra mondiale. Nonostante le truppe russe portarono rapidamente il Khujand sotto controllo, gli scontri proseguirono per tutto l'anno in varie località del Tagikistan.
Alla fine di agosto del 1920, l'ultimo emiro, Sayyid Alim Khan, venne rovesciato dalle truppe sovietiche. Il 6 ottobre 1920 l'emirato venne abolito e proclamata la Repubblica Sovietica Popolare di Bukhara.

### Movimento Basmachi 1916 - 1924

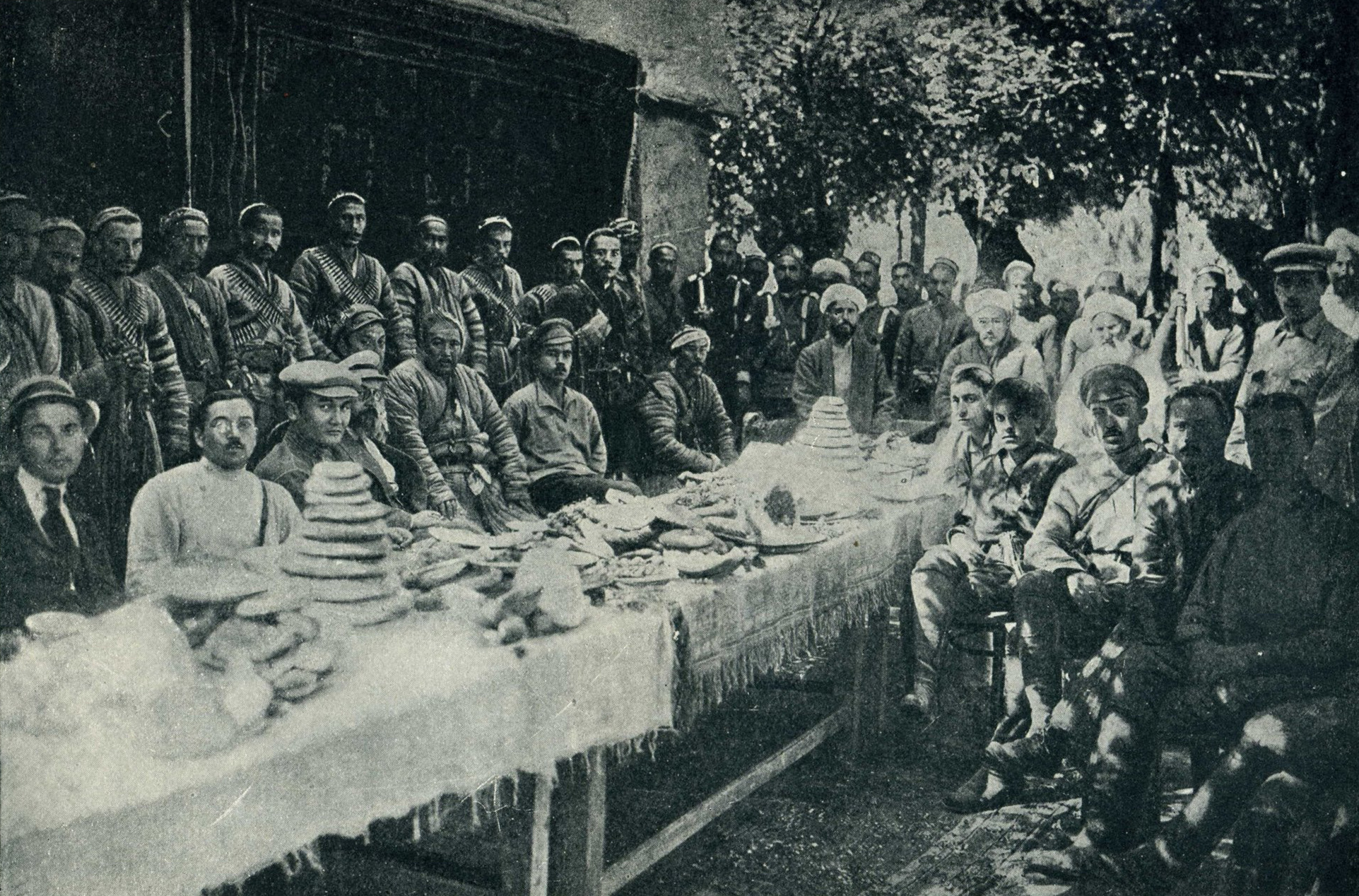
Negoziato sovietici con basmachi, 1921

La rivolta dei Basmachi fu una sommossa contro l'Impero russo e l'Unione Sovietica e scoppiò dopo la rivoluzione russa del 1917, sotto forma di guerriglia attraverso l'Asia centrale.
Le radici del movimento risiedevano nella rivolta anti-coscrizione del 1916 che era scoppiata quando l'Impero russo iniziò ad impiegare musulmani nell'esercito durante la prima guerra mondiale. Nei mesi seguenti alla rivoluzione d'ottobre, i Bolscevichi presero il potere in molte parti dell'Impero russo e scoppiò la guerra civile russa. I movimenti politici Turkestani musulmani tentarono di formare un governo autonomo nella città di Kokand, nella valle di Fergana. I bolscevichi lanciarono un assalto a Kokand nel mese di febbraio 1918 e sconfissero i circa 25 000 soldati, quasi la totalità dell’esercito. Il massacro accrebbe il sostegno ai movimenti basmaci che intrapresero una guerriglia e una guerra convenzionale, prendendo il controllo di gran parte della valle di Fergana e del Turkestan.
Le fortune del movimento decentralizzato oscillarono nel corso dei primi anni 1920, ma dal 1923 ampie campagne dell'Armata Rossa inflissero ai basmachi molte sconfitte. Dopo molte campagne dell'armata rossa e concessioni economiche e relative all'Islam, a metà degli anni 1920, le fortune militari e il sostegno popolare del basmaci declinarono rapidamente. La resistenza al dominio sovietico/russo divampò di nuovo in misura minore, in risposta alle campagne di collettivizzazione nel periodo pre-seconda guerra mondiale.
In conseguenza del conflitto e delle politiche agricole attuate dell’impero Russo, il quale sfruttava le zone per le coltivazioni di cotone drenando così i terreni dalle future coltivazioni di grano, si sviluppò, nell'Asia centrale, un lungo periodo di carestia.

### Sovietici 1920 - 1991

Bandiera Tagika sovietica

Nel 1924, venne creata la Repubblica socialista sovietica autonoma tagika in una parte dell'Uzbekistan, ma quando i confini nazionali vennero elaborati, nel 1928 (durante la delimitazione amministrativa), le antiche città dei tagiki, Bukhara e Samarcanda, vennero collocate al di fuori della Repubblica Socialista Sovietica Tagika. Come cittadini della nuova costituita Repubblica Socialista Sovietica Uzbeka, molti tagiki furono costretti a conformarsi alla loro recentemente attribuita identità "uzbeka", e sotto la minaccia di esilio, molti furono costretti a cambiare la loro identità e il passaporto divenendo "uzbeki". Le scuole tagike vennero chiuse e i tagiki non vennero posti in posizioni di leadership semplicemente a causa della loro etnia.
Tra il 1927 e il 1934 si sviluppò la collettivizzazione dell'agricoltura e la rapida espansione della coltivazione del cotone, specialmente nel sud della regione. La politica di collettivizzazione sovietica portò alla violenza contro i contadini e si verificò un reinsediamento forzato verso il Tagikistan. Di conseguenza, alcuni contadini combatterono la collettivizzazione e fecero rivivere il movimento Basmachi. Uno sviluppo industriale su piccola scala si verificò anche in questo periodo insieme all'espansione delle infrastrutture di irrigazione.
Due tornate di purghe sovietiche, dirette da Mosca (1927-1934 e 1937-1938) provocarono l'espulsione di quasi 10 000 persone, da tutti i livelli del Partito Comunista del Tagikistan. Persone di etnia russa vennero inviate per sostituire gli espulsi e, successivamente, i russi dominarono le posizioni nel partito a tutti i livelli, compreso quello di primo segretario. Tra il 1926 e il 1959 le proporzioni dei russi nella popolazione del Tagikistan passarono da meno dell'1% al 13%. Bobodžan Gafurov, il Primo segretario del partito comunista del Tagikistan, dal 1946–1956, fu l'unico rappresentante politico significativo Tagikistano del paese durante l'era sovietica. Gli succedettero Tursun Uljabayev (1956–61), Jabbor Rasulov (1961–1982), e Rakhmon Nabiyev (1982–1985, 1991–1992).
I Tagiki vennero inseriti nell'Armata Rossa nel 1939 e durante la seconda guerra mondiale circa 260.000 cittadini tagiki combatterono contro Germania, Finlandia e Giappone. Tra 60.000 (4%) e 120.000 (8%) del 1.530.000 cittadini del Tagikistan vennero uccisi durante la seconda guerra mondiale. Dopo la fine della guerra e sotto il governo di Stalin vennero condotti dei tentativi di espandere l'agricoltura e l'industria nel Tagikistan. Nel periodo 1957–58, la Campagna delle terre vergini di Nikita Khrushchev focalizzò l'attenzione sul Tagikistan, dove le condizioni di vita, l'istruzione e l'industria erano in grave ritardo rispetto alle altre Repubbliche Socialiste Sovietiche.
Negli anni 1980, il Tagikistan aveva il più basso livello di proprietari di casa nell'URSS, la più bassa percentuale di famiglie ad alto reddito, e la più bassa percentuale di laureati per 1 000 abitanti. Dai tardi anni 1980, i nazionalisti tagiki chiesero un aumento dei loro diritti. Grandi problemi non si verificarono, all'interno della Repubblica, fino al 1990. L'anno successivo, con il crollo dell'Unione Sovietica il Tagikistan dichiarò la sua indipendenza.

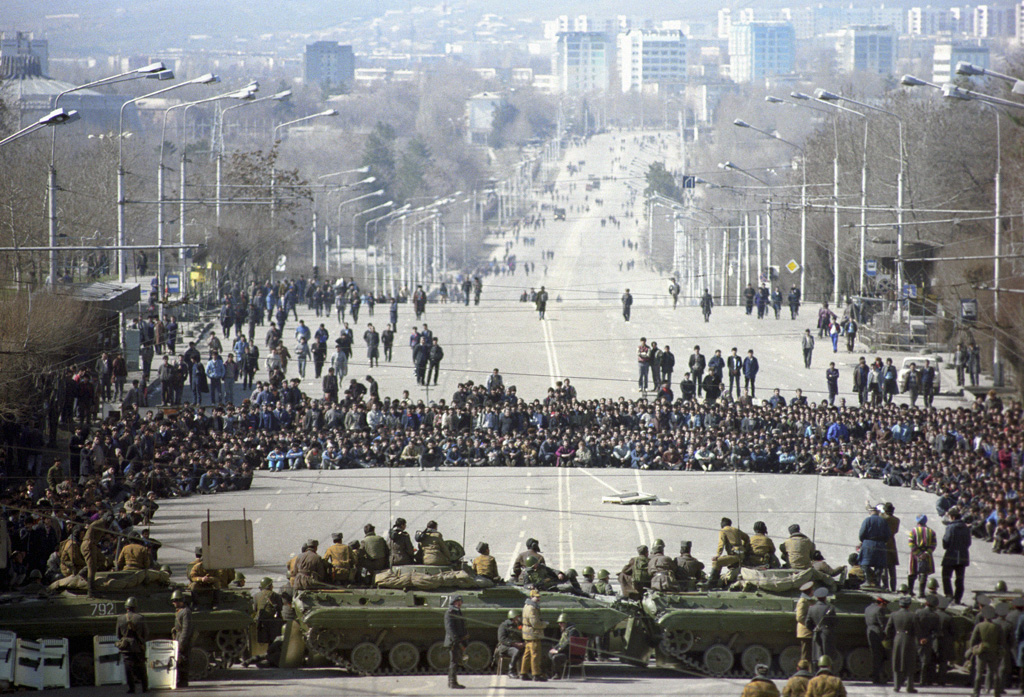
Proteste a Dušanbe, febbraio 1990

## Republica del Tagikistan 1991 - oggi

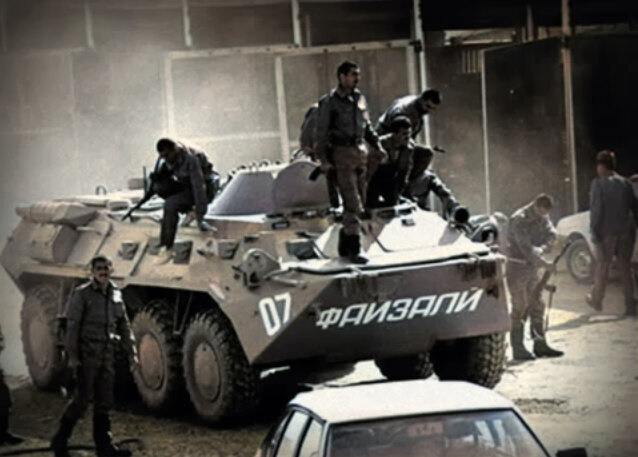
Soldati Spetsnaz pro-russi durante la guerra civile, 1992

La Repubblica Socialista Sovietica del Tagikistan fu tra le ultime repubbliche a dichiarare la propria indipendenza. Nel settembre (1991), a seguito del collasso dell'Unione Sovietica (USSR), il Tagikistan dichiarò la sua indipendenza. Durante questo periodo, si andò affermando l'uso della lingua tagika, come lingua ufficiale del Tagikistan accanto al russo. L'etnia russa, che aveva tenuto molti posti di governo, perse gran parte della sua influenza e più tagiki divennero politicamente attivi.
La nazione quasi subito cadde in una guerra civile che coinvolse varie fazioni in lotta tra di loro; queste fazioni erano spesso caratterizzate da lealtà ai clan. La popolazione non musulmana, in particolare russi ed ebrei, lasciò il paese in questo periodo a causa delle persecuzioni, dell'aumento della povertà e di migliori opportunità economiche in Occidente o in altre ex repubbliche sovietiche.
Emomali Rahmon andò al potere nel 1994 e continua ad esercitarlo ancora negli anni 2020. La pulizia etnica è stata controversa durante la guerra civile in Tagikistan. Alla fine della guerra il Tagikistan era in uno stato di completa devastazione. I morti stimati erano più di 100.000. Circa 1,2 milioni di persone erano profughi all'interno e all'esterno del paese. Nel 1997, venne stipulato un cessate il fuoco tra Rahmon e il partito di opposizione (Opposizione tagika unita).
Elezioni pacifiche si svolsero nel 1999, ma sono state segnalate, da parte dell'opposizione, come ingiuste e Rahmon è stato rieletto con voto quasi unanime. Truppe russe erano di stanza nel sud del Tagikistan, al fine di proteggere il confine con l'Afghanistan, fino all'estate del 2005. Dagli attentati dell'11 settembre 2001, truppe americane, Indiane e francesi furono di stanza nel paese.